# Bảo tàng Độc lập Wielkopolska
Bảo tàng Độc lập Wielkopolska (tiếng Ba Lan: Wielkopolskie Muzeum Niepodległości) là một bảo tàng tọa lạc tại số 12 Phố Woźna, Poznań, Ba Lan. Phạm vi hoạt động của Bảo tàng Độc lập Wielkopolska bao gồm thu thập và giới thiệu các bộ sưu tập về các cuộc nổi dậy giành độc lập và hoạt động hữu cơ trong các phân vùng, thời kỳ Đệ Nhị Cộng hòa Ba Lan, các cuộc đấu tranh và tử đạo trong Chiến tranh thế giới thứ hai, các hoạt động biểu tình và chống đối trong giai đoạn 1945–1989. Lúc đầu, Bảo tàng có tên là Bảo tàng Wielkopolska Cuộc đấu tranh giành Độc lập.
Chủ tịch Hội đồng Bảo tàng nhiệm kỳ 2016 - 2020 là Zbigniew Pilarczyk, và giám đốc của Bảo tàng là Przemysław Terlecki.
Bảo tàng Độc lập Wielkopolska được đưa vào danh sách các bảo tàng được lưu giữ bởi Bộ trưởng Bộ Văn hóa và Bảo vệ di sản Quốc gia (Ba Lan) vào ngày 21 tháng 11 năm 1996.

## Chi nhánh của Bảo tàng Độc lập Wielkopolska
Bảo tàng Độc lập Wielkopolska điều hành năm chi nhánh:
- Bảo tàng Quân đội Poznań
- Bảo tàng Tử đạo Ba Lan vĩ đại - Pháo đài VII
- Bảo tàng Khởi nghĩa Ba Lan vĩ đại 1918-1919
- Bảo tàng Vũ trang
- Bảo tàng Khởi nghĩa Poznań - tháng 6 năm 1956